# ルゼルフの白本
ルゼルフの白本（―しろほん、ウェールズ語: Llyfr Gwyn Rhydderch）は、 ウェールズにおけるもっとも有名な写本の一つ。Rhydderchのカナ表記には何通りかあり、レゼルッフやリーゼルッハとも書かれる。
書かれたのは14世紀中頃（1350年頃）、ウェールズ初期の散文を収集した物で、その一部分は現在ウェールズ国立図書館に所蔵されている。
この写本は現在2つに分かれており、ペニアルス写本4 (Peniarth MS 4)、ペニアルス写本5 (Peniarth MS 5) として知られる。
ペニアルス写本4にはウェールズの物語が記されており、これは後にシャーロット・ゲストによって『マビノギオン』に収録されている。そして、ペニアルス写本5（こちらが写本の最初の部分である）には、ラテン語からウェールズ語に翻訳された、宗教的な文章が綴られている。